# Jayananda Singh
Moirangthem Jayananda Singh (sinh ngày 1 tháng 3 năm 1999) là một cầu thủ bóng đá người Ấn Độ thi đấu ở vị trí hậu vệ trái for the Delhi Dynamos ở Indian Super League.

## Sự nghiệp
Trước mùa giải thứ tư của Indian Super League, Delhi Dynamos tăng cường hàng thủ với một hậu vệ trẻ và đa năng, Jayananda Singh. Cầu thủ 18 tuổi chơi được ở cả vị trí hậu vệ và trung vệ có thời gian tập luyện tại AIFF Academy và DSK Shivajians. Vượt qua các đội bóng U-14 U-16 cũng như dẫn đầu, hậu vệ này  góp phần giúp đội bóng vô địch Giải vô địch bóng đá U-16 Nam Ás.